# Dorrit Dekk
Dorrit Dekk (* 18. Mai 1917 in Brünn, Österreich-Ungarn; † 29. Dezember 2014 in London, Vereinigtes Königreich) war eine tschechisch-britische Grafikdesignerin, Druckgrafikerin und Malerin.

## Leben und Werk

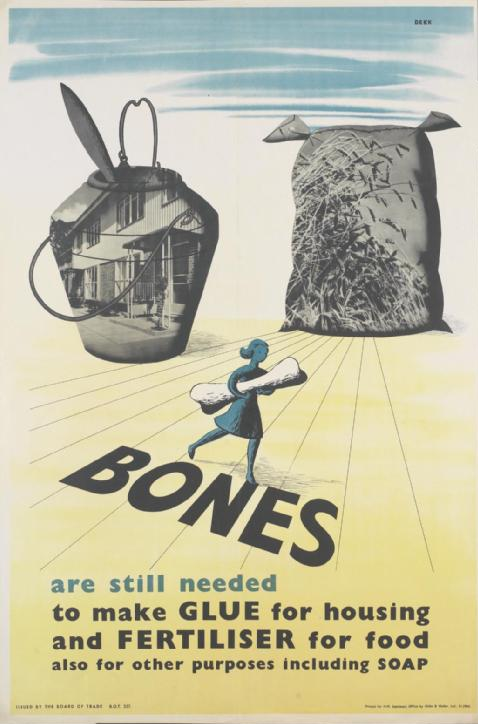
Plakat: Bones Are Still Needed (1950)

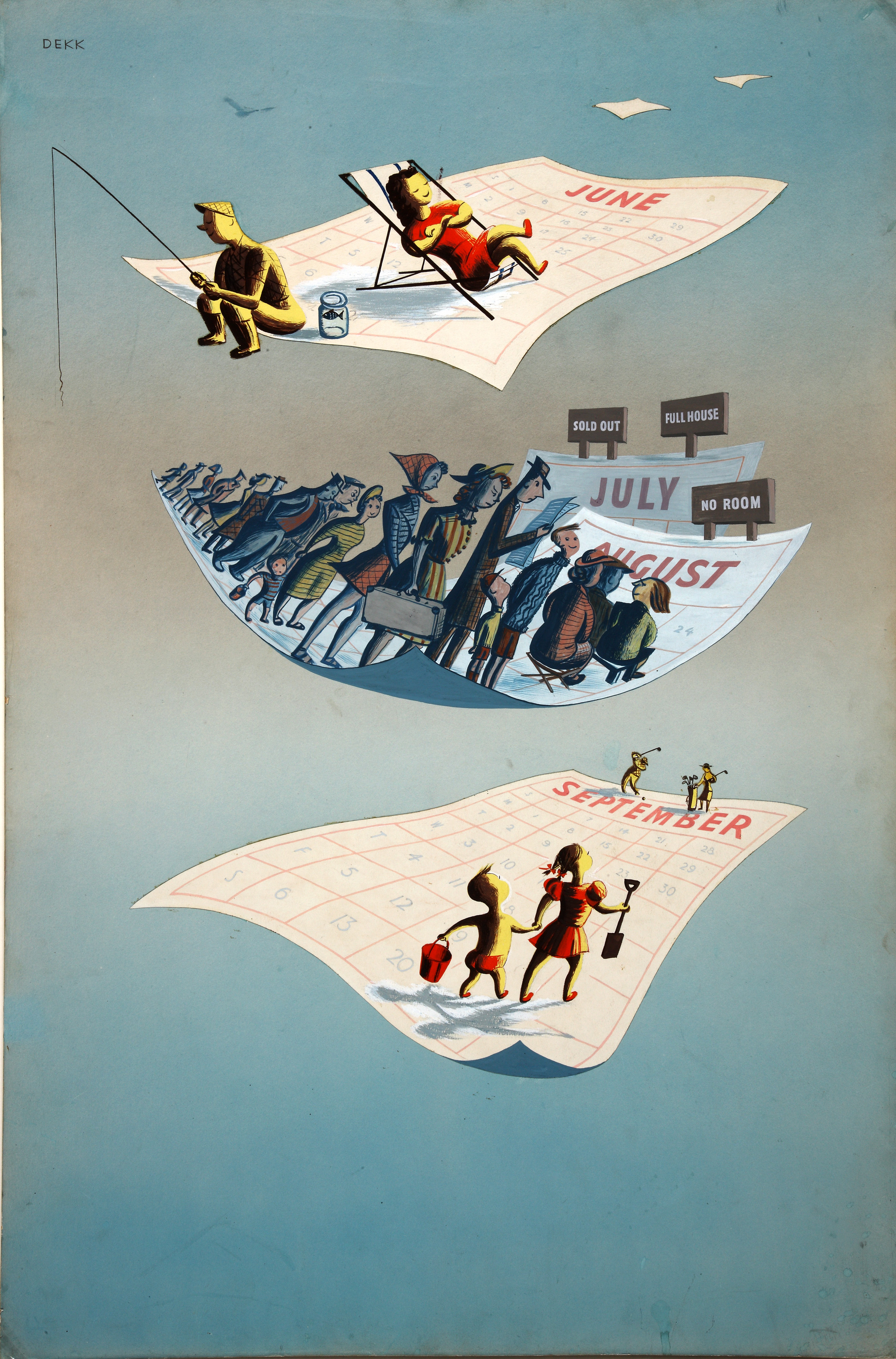
Plakat: Staggered holidays (um 1945)

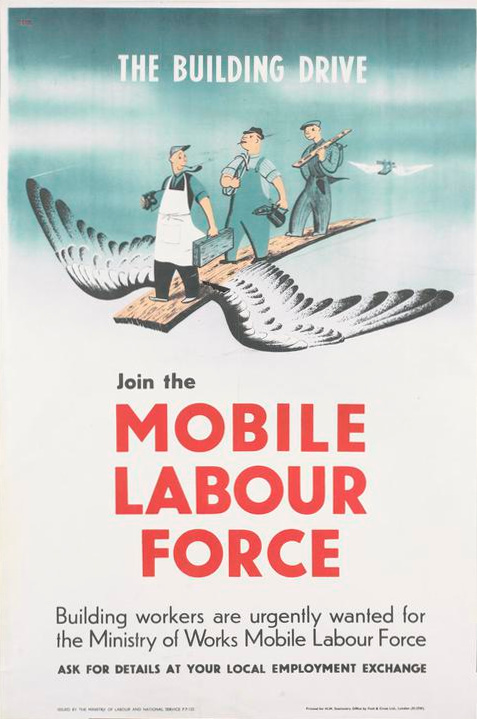
Plakat: Join the Mobile Labour Force (1947)

Dekk wurde als Dorothea Karoline Fuhrmann in Mähren geboren. Sie entstammte einer wohlhabenden jüdischen Familie von Textilfabrikanten. Ihr Vater war Hans Fuhrmann, ihre Mutter Wally geb. Türkl; die beiden hatten im August 1913 geheiratet.
Im Alter von vier Jahren zog sie mit ihrer Mutter und ihrem Bruder nach Österreich, während ihr Vater in Brünn blieb. In der NS-Zeit wurden er und seine zweite Frau Erna 1941 nach Theresienstadt deportiert und 1944 in Auschwitz ermordet.
Dorothea Fuhrmann litt an Tuberkulose und verbrachte vier Jahre in einem Schweizer Sanatorium. 1926 war sie als Kind zur Kur in Baden bei Wien.
Ab 1936 studierte sie bei Otto Niedermoser an der Kunstgewerbeschule in Wien. Nach dem Anschluss Österreichs an das Deutsche Reich 1938 organisierte Niedermoser für sie ein Stipendium für die Reimann School and Studios, die im Vorjahr von Berlin nach London umgezogen war. Da sie noch ihren tschechischen Pass besaß, benötigte sie für die Ausreise keine Erlaubnis der Nationalsozialisten.
In London studierte sie bis 1939. Sie heiratete 1940 den südafrikanischen Physiker Leonard Klatzow, der maßgeblich an der Weiterentwicklung der Kathodenstrahlröhre und des Infrarot-Nachtsichtgeräts für die Marine beteiligt war. Klatzow starb zwei Jahre später nach einem Flugzeugabsturz – laut einem Nachruf in Nature an einem Herzfehler. Sie fand während des Weltkriegs eine Anstellung beim Women’s Royal Naval Service – wegen ihrer Sprachkenntnisse wurde sie Funkaufklärungsoffizierin beim geheimen Y-Dienst. Sie fing die verschlüsselten Nachrichten des deutschen Militärs an seine im Ärmelkanal patrouillierenden U-Boote ab.

## Plakatgestalterin und Bühnengestalterin
Nach dem Krieg nahm sie den Berufsnamen Dekk an. Sie begann als Plakatgestalterin beim Central Office of Information unter Reginald Mount und Eileen Evans, die sie aus der Reimann School kannte. Ihr Arbeitsschwerpunkt lag auf öffentlichen Informationskampagnen. 1948 verließ sie das Unternehmen, um ein Jahr als Bühnenbildnerin und Illustratorin in Kapstadt (Südafrika) zu arbeiten. Im gleichen Jahr lernte sie den Ausstellungsdesigner Richard Levin kennen, der sie zur Arbeit an der Land Travelling Exhibition einlud, die 1951 Teil des Festival of Britain war.

## Eigenständige Künstlerin
1950 gründete Dekk ihr eigenes Designbüro in London. Beeinflusst von dem Fotomontagekünstler John Heartfield verwendete sie häufig Collagen in ihren Entwürfen für Kunden wie London Transport, British Rail, Post Office Savings Bank, Penguin Books und das Tatler-Magazin. Ihre Air-France-Plakatentwürfe und die lange Beziehung zur Reederei Peninsular and Oriental Steam Navigation Company brachte ihr den Spitznamen „Reisekönigin“ ein. Sie schuf 1951 das Wandbild British Sports and Games für die Nationalausstellung Festival of Britain, gestaltete Titelbilder für das Monatsmagazin The Highway der Workers Educational Association und wurde 1956 Mitglied der Society of Industrial Artists.
1968 heiratete Dekk Kurt Epstein, der 1990 starb. Nachdem sie sich 1982 aus ihrer Designpraxis zurückgezogen hatte, war sie als freie Künstlerin tätig und konzentrierte sich auf Malerei, Druckgrafik und Collage. Sie hatte vier Einzelausstellungen, darunter 1984 und 1986 in der Clarendon Gallery in London und 2007 bei Duncan Campbell Fine Art in London. Darüber hinaus nahm sie an mehreren Gruppenausstellungen teil, darunter 1988 an dem Whitechapel Open. 2014 starb sie im Alter von 97 Jahren in London.
2018 wurden Dekks Arbeiten in der Ausstellung Designs on Britain im Jüdischen Museum London mit Arbeiten mehrerer wegweisender jüdischer Emigrantendesigner, die in der ersten Hälfte des 20. Jahrhunderts aus Kontinentaleuropa nach England kamen, gezeigt. 2019 wurde ihre Arbeit in die Ausstellung Czech Routes to Britain in der Ben Uri Gallery aufgenommen. Ihre Arbeiten befinden sich in britischen öffentlichen Sammlungen, darunter die Ben Uri Collection, das Imperial War Museum, das Jewish Museum London, das Transport Museum und das Victoria and Albert Museum.